# Renate Ettl
Renate Ettl (* 18. Februar 1966 in Landshut) ist eine deutsche Fachbuchautorin mit über 35 Buchveröffentlichungen zum Thema Pferde und Reiten. Sie ist zudem Richterin, Pferdeosteopathin und -physiotherapeutin und leitet einen eigenen Fachbuchverlag für Pferde, Reise und Lyrik, die Silver Horse Edition. Zudem hat sie eine eigene Therapeuten-Schule auf ihrer Silver Horse Ranch.
Sie ist mit Peter Ettl verheiratet.

## Publikationen
- Pferde naturgemäß und artgerecht halten (BLV-Verlag), München, 1998
- Pferdewissen aus dem Wilden Westen (Kosmos-Verlag), Stuttgart, 1996, 2003, 2007
- Sporttherapie für Pferde (Cadmos-Verlag), Lüneburg, 2000
- Lehrbuch Westernreiten (Cadmos-Verlag), Lüneburg, 2007
- Horse-Agility (Müller-Rüschlikon), 2008
- Manuelle Pferdetherapie (Sonntag-Verlag), 2013
- Kreative Pferdefotografie (dpunkt.Verlag), 2019
- New Forest Ponys (Reihe: Europas wilde Pferde) (Silver Horse Edition), 2020